# Polypompholyx
Polypompholyx é um subgénero botânico pertencente à família Lentibulariaceae.

## Espécies
| - Polypompholyx bicolor - Polypompholyx endlicheri - Polypompholyx exigua - Polypompholyx holtzei - Polypompholyx laciniata | - Polypompholyx latiloba - Polypompholyx longeciliata - Polypompholyx madecassa - Polypompholyx multifida - Polypompholyx tenella |